# Tramwaje w Rzymie

Schemat linii tramwajowych w Rzymie

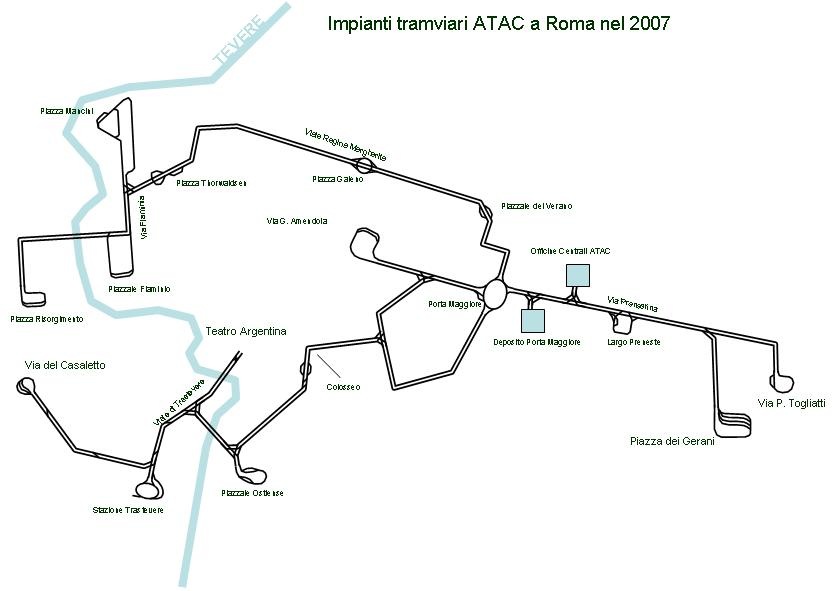
Schemat sieci tramwajowej ze zaznaczonym układem torów w roku 2007.

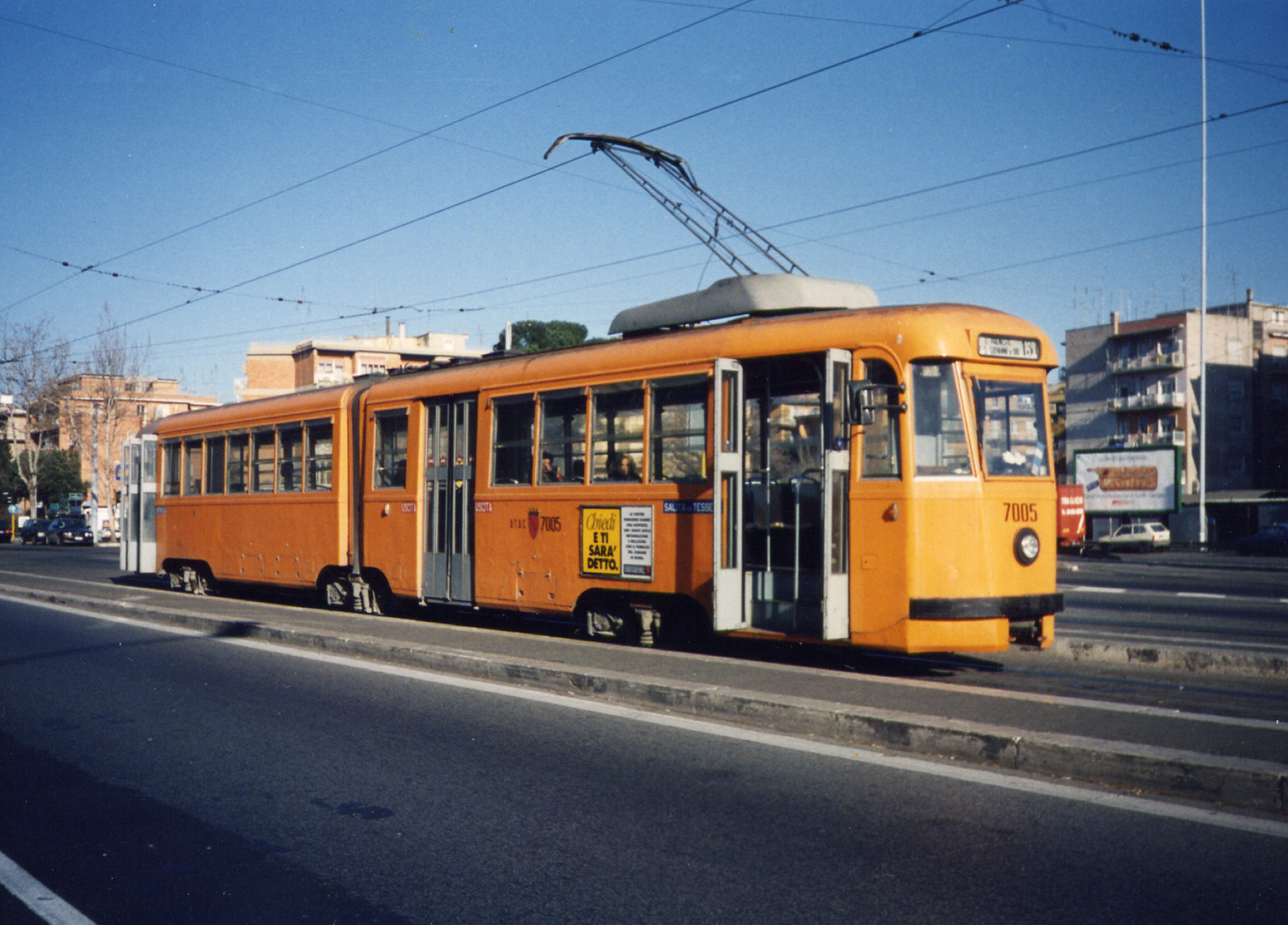
Tramwaj typu TAS nr boczny 7005

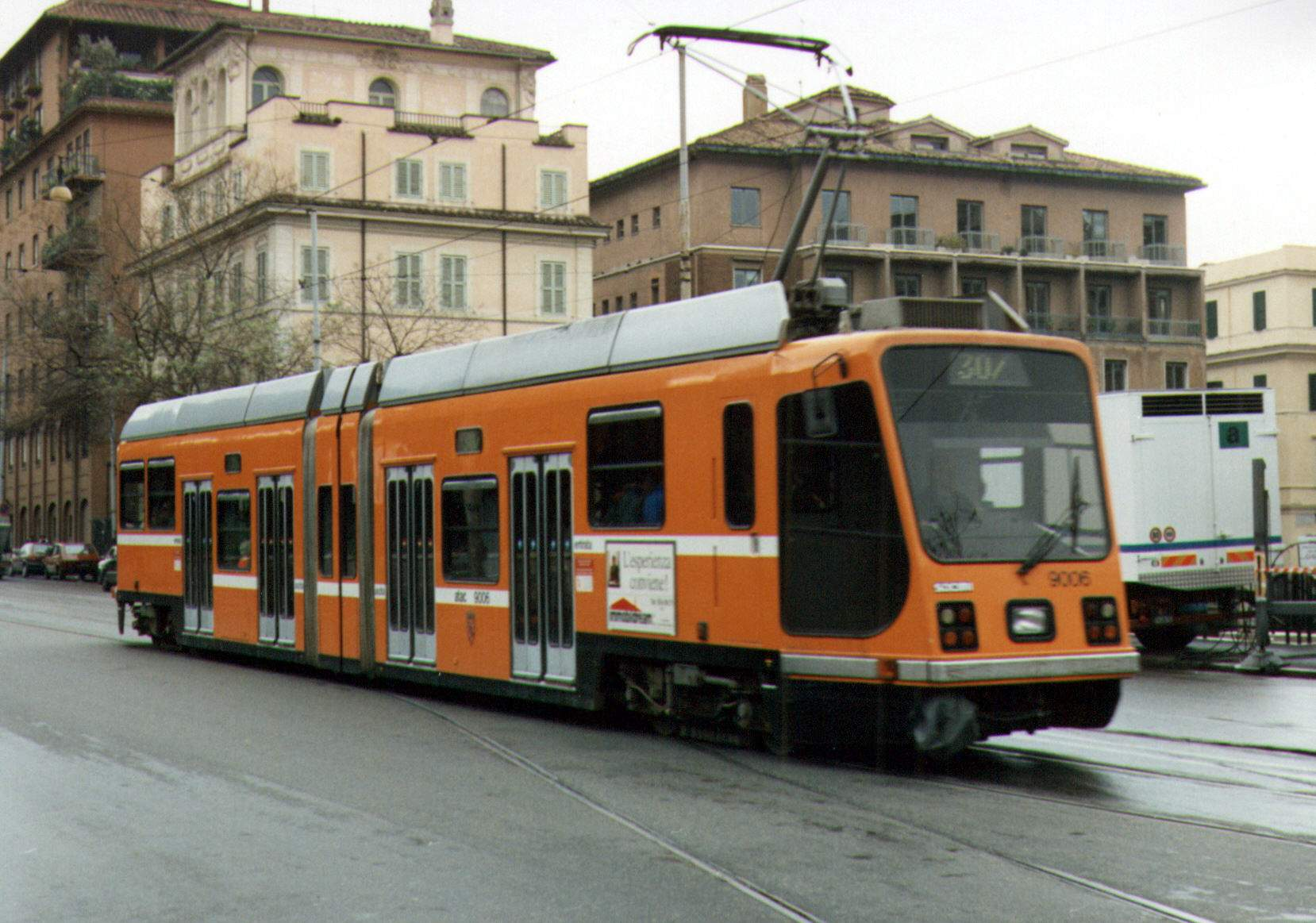
Tramwaj marki SOCIMI nr boczny 9006

Tramwaje w Rzymie – system komunikacji tramwajowej działający w stolicy Włoch, Rzymie.

## Historia
Pierwsze tramwaje na ulice Rzymu wyjechały w 1877, były to tramwaje konne. W 1895 rozpoczęto wprowadzanie tramwajów elektrycznych, które w całości zastąpiły tramwaje konne w 1904. W 1905 sieć tramwajowa składała się z 17 linii, po których kursowało 144 wagonów silnikowych z dawnymi wagonami konnymi. W 1929 połączono kilka prywatnych spółek obsługujących tramwaje w jedną. Również w tym czasie sieć osiągnęła swój największy zasięg. Po 140 km tras kursowało 59 linii. W 1930 ograniczono liczbę linii do 26 linii, w tym dwie okrężne. Powodem tego ograniczenia było wzajemne dublowanie się części linii. Wtedy też zlikwidowano linie kursujące wewnątrz linii okrężnych, co spowodowało, iż sieć skurczyła się o 40 km.
W kolejnych latach likwidowano kolejne trasy, a w 1959 zlikwidowano linię okrężną. Taki stan rzeczy utrzymywał się do 1973 kiedy to pozostały tylko 4 linie tramwajowe. W 1975 odbudowano kilka tras i uruchomiono nową linię. W latach 1983–1990 uruchomiono ponownie zamkniętą w 1960 trasę. Najnowszą trasą oddaną do eksploatacji jest linia nr 8 oddana do eksploatacji w 1998. Obecnie system składa się z 6 linii obsługujących trasy o długości 39 km.
27 sierpnia 2012 po 7 latach przerwy tramwaje powróciły na linię 3. Na razie tramwaje kursują pomiędzy Piazza Thorvaldsen a Porta San Paolo. Na pozostałym odcinku kursują autobusy zastępcze jako linia 3B.
Najnowsza inwestycja tramwajowa w stolicy Włoch, czyli liczący 450 m odcinek torowiska pomiędzy przystankami Argentina a Piazza Venezia, został otwarty 6 czerwca 2013.

## Linie
Po Rzymie kursuje 6 linii.
| Linia | Trasa |
| ----- | --- |
| 2     | Piazzale Flaminio ↔ Via Flaminia ↔ Piazza Mancini |
| 3     | Piazza Thorwaldsen (Valle Giulia) ↔ Viale Regina Margherita ↔ Porta Maggiore ↔ San Giovanni ↔ Colosseo ↔ Porta San Paolo ↔ Ponte Sublicio ↔ Viale Trastevere ↔ Stazione Trastevere                                                                  |
| 5     | Stazione Termini ↔ P. Vittorio Emmanuele II ↔ Porta Maggiore ↔ Largo Preneste ↔ Villa Gordiani ↔ Centocelle (Piazza dei Gerani) |
| 8     | Casaletto ↔ Stazione Trastevere ↔ Viale Trastevere ↔ Ponte Garibaldi ↔ Ponte Sublicio ↔ Piazza Venezia |
| 14    | Stazione Termini ↔ P. Vittorio Emanuele II ↔ Porta Maggiore ↔ Largo Preneste ↔ Villa Gordiani ↔ Viale P. Togliatti |
| 19    | Piazza del Risorgimento ↔ Via Ottaviano ↔ Viale delle Milizie ↔ Ponte G. Matteotti ↔ Via Flaminia ↔ Viale Regina Margherita ↔ Porta Maggiore ↔ Piazza Thorwaldsen (Valle Giulia) ↔ Largo Preneste ↔ Villa Gordiani ↔ Centocelle (Piazza dei Gerani) |

## Tabor
Obecnie w Rzymie są 164 wagony tramwajowe. Najstarszymi tramwajami w Rzymie są tramwaje przegubowe jednokierunkowe TAS (Treno Articolato Stanga), produkowane w latach 1948–1949. Do dzisiaj kursuje ok. 56 tramwajów tego typu. Młodsze tramwaje PCC z lat 1957–1958 zostały wycofane z eksploatacji. Oprócz tramwajów TAS są eksploatowane tramwaje SOCIMI wyprodukowane w 1990 w liczbie 30 sztuk. Tramwaje są dwukierunkowe i częściowo niskopodłogowe. Następnymi tramwajami zakupionymi to tramwaje typu Cityway produkcji Fiat Ferroviaria. Powstały dwie serie tych tramwajów. Pierwszą serię wagonów oznaczonych nr I częściowo niskopodłogowych z 1997 i liczącą 28 tramwajów oraz drugą oznaczoną nr II całkowicie niskopodłogową liczącą 50 tramwajów z 2000. Obie serie to tramwaje dwukierunkowe.
Przewoźnik ATAC zamówił w październiku 2023 roku nowe tramwaje niskopodłogowe w hiszpańskiej firmie CAF. Pierwotnie roztrzygnięto przetarg na czterdzieści sztuk wozów z opcją zakupu do 121 wagonów. W październiku 2024 roku CAF otrzymał zamówienie na dodatkowe 20 sztuk Urbosów. Pierwsze egzemplarze mają być stopniowo włączane do eksploatacji liniowej w pierwszym kwartale 2025 roku.

## Rzymskie tramwaje w filmach
W Rzymie nakręcono setki filmów, głównie dlatego, że znajduje się tutaj studio filmowe Cinecittà. Tramwaje pojawiają się w niektórych z nich:
- Rzym, miasto otwarte 1945
- Złodzieje rowerów, 1948
- Umberto D., 1949
- I soliti ignoti, 1956
- Il ferroviere, 1957
- Totó e Marcelino, 1958
- Roma, 1970
- Io, Chiara e lo Scuro, 1980
- Intervista, 1987

## Galeria

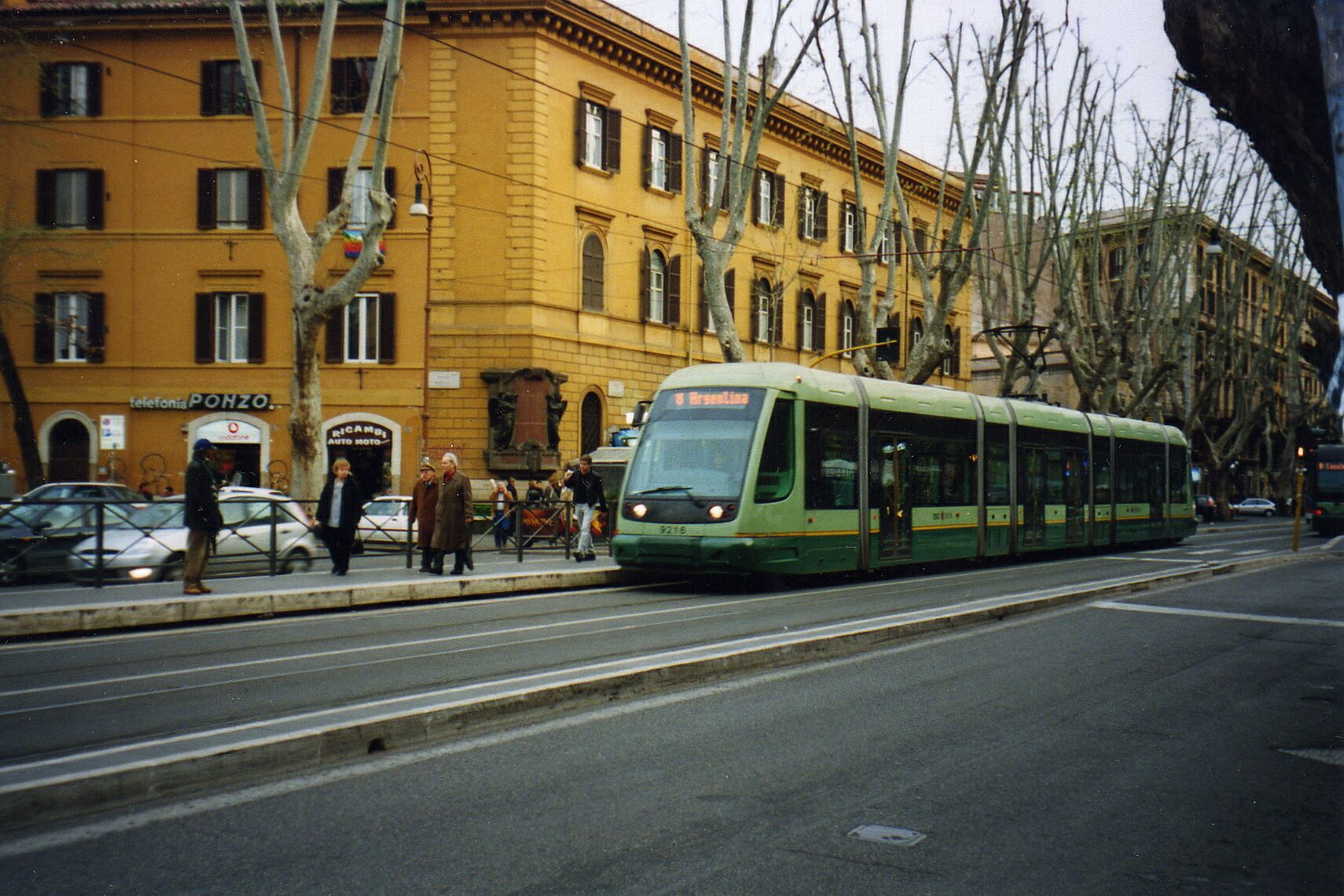
Wagon tramwajowy typu CITYWAY II nr boczny 9216
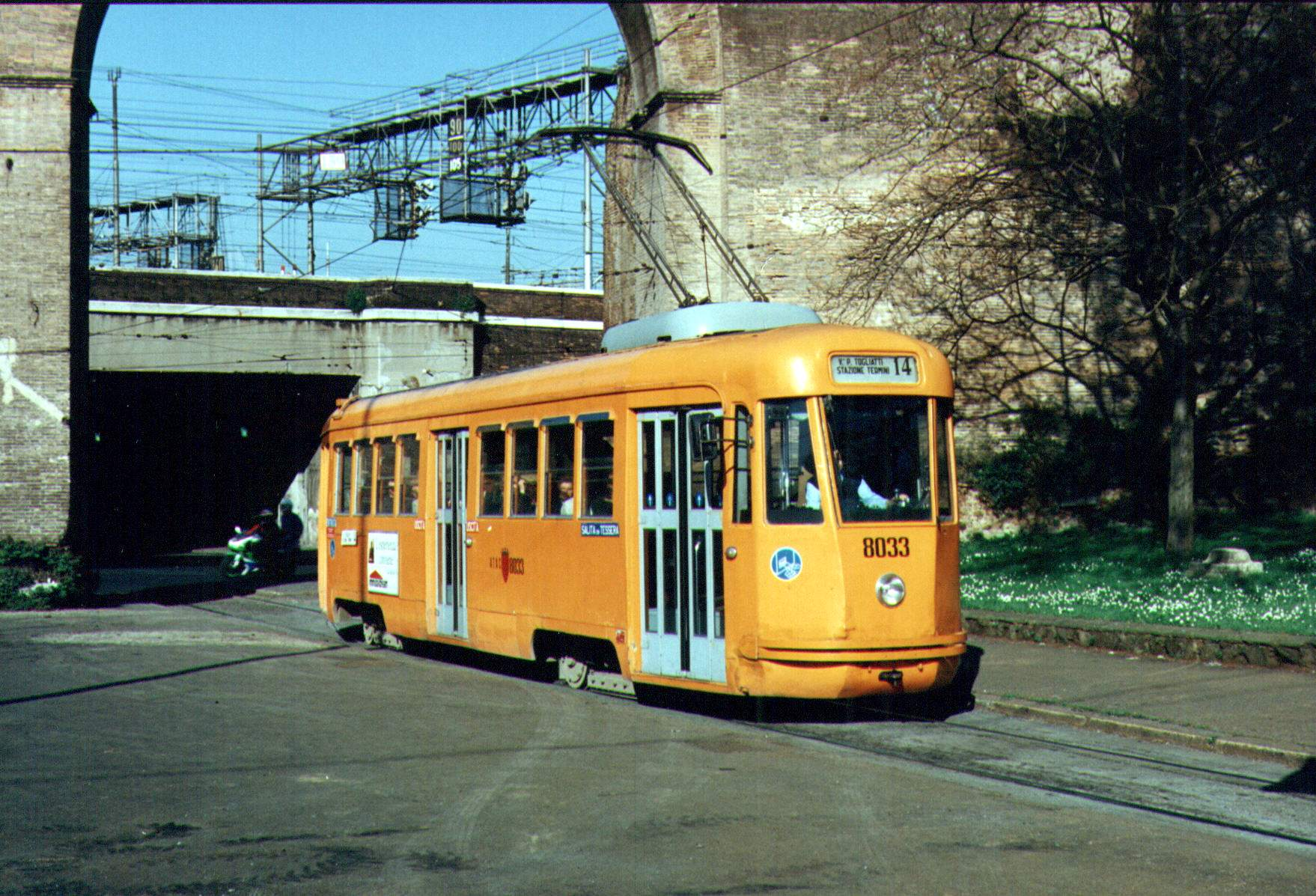
Tramwaj typu PCC o nr bocznym 8033